# Karl Rodiczky von Sipp
Karl Rodiczky von Sipp, Freiherr von Weichselburg  (Weixelburg)(auch: Roditzky, * 1787 in Schupanok, Banat; † 29. Juli 1845 in Frankfurt am Main) war k.k. Feldmarschall-Lieutenant und Ritter des Militär-Maria-Theresien-Ordens.
Sein Vater war der Feldmarschall-Lieutenant Andreas Rodiczky († 17. Mai 1835), dieser erhielt am 16. April 1811 den ungarischen Adel als von Sipp. Sein Bruder Joseph (* 19. Dezember 1784) war Großvater des Agrarwissenschaftlers Eugen von Rodiczky.

## Leben
Er erhielt seine militärische Ausbildung von 1800 bis 1805 in der Neustädter Akademie. Nach seinem Abschluss kam er 1805 als Fähnrich in das Infanterie-Regiment Lusignan. Er kämpfte mit dem Regiment in Frankreich und Italien. Am 20. November 1805 wurde er als Lieutenant in das Grenz-Regiment St. George versetzt. Während des Fünften Koalitionskrieges war er als Oberleutnant im General-Quartiermeisterstab. Als solcher kam er nach Dalmatien und zur Vortruppe des dort aufgestellten Armeekorps. Im Gefecht an der Zermaniabrücke zeichnete er sich besonders aus. Dieser Truppenteil wurde im Zermaniatal stark bedrängt, es gelang im Gefecht bei Grachacz zu siegen und zum Armeekorps zurückzukehren.
Mit Beginn der Befreiungskriege 1813 wurde er Hauptmann im General-Quartiermeisterstab. Als solcher kam er nun zur Brigade des Generalmajors Rebrovich, Teil des zweiten Reserve-Armeecorps unter FML Johann von Hiller. Er entwarf den Plan zum Vormarsch gegen Marein und Weichselburg am 16. September 1813, sowie zu den Gefechten bei Laschitz (24. September) und Zirknitz (27. September). Bei Laschitz, führte Rodiczky persönlich eine Kolonne; den Österreichern gelang es dort die 3000 Mann starke feindliche Brigade Perimont zu zersprengen; 400 Gefangene wurden gemacht und mehrere Fahnen erbeutet. Rodiczky wurde zur Armee nach Italien versetzt und kämpfte bei Rovigo, Castagnara, Pontenura, Parma, Rubbiera und Reggio. Er zeichnete sich besonders am 13. April 1814 beim Übergang über den Taro aus.
Nach Beendigung des Krieges im Jahr 1815 kam er als Chef der Generalstabs-Abteilung zum Armeecorps des Feldmarschall-Lieutenants Bubna. Anschließend wurde er zur Militärkommission des deutschen Bundes unter General Steigentesch versetzt. 1819 wurde die Kommission neu konstituiert und Rodiczky zum Protokollführer ernannt. 1830 wurde er Oberst im Infanterie-Regiment Nr. 39 Don Miguel, dort wurde er 1835 General-Major. Ferner wurde er Brigadier und dann Präsident der Bundes-Militärkommission und am 13. Januar 1845 zum Feldmarschall-Lieutenant befördert.
Er erhielt am 20. Februar 1815 das Ritterkreuze des Maria Theresien-Ordens und erhielt am 20. Oktober 1819 den ungarischen Freiherren-Stand. Ferner war er Träger des preußischen Roten Adlerordens 2. Klasse mit Stern (1841), Kommandeur des dänischen Danebrog-Ordens (1839) und des sardischen Mauritus-Lazarus-Orden.

## Familie
Er heiratete Helene von Itzstein (1790–1836). Das Paar hatte zwei Töchter.